# Lucien Romier
Jean Lucien Romier, né à Moiré le 19 octobre 1885 et mort à Vichy le 5 janvier 1944, est un historien, journaliste et ministre sous Vichy, l’un des grands intellectuels du régime.

## Historien duXVIesiècle

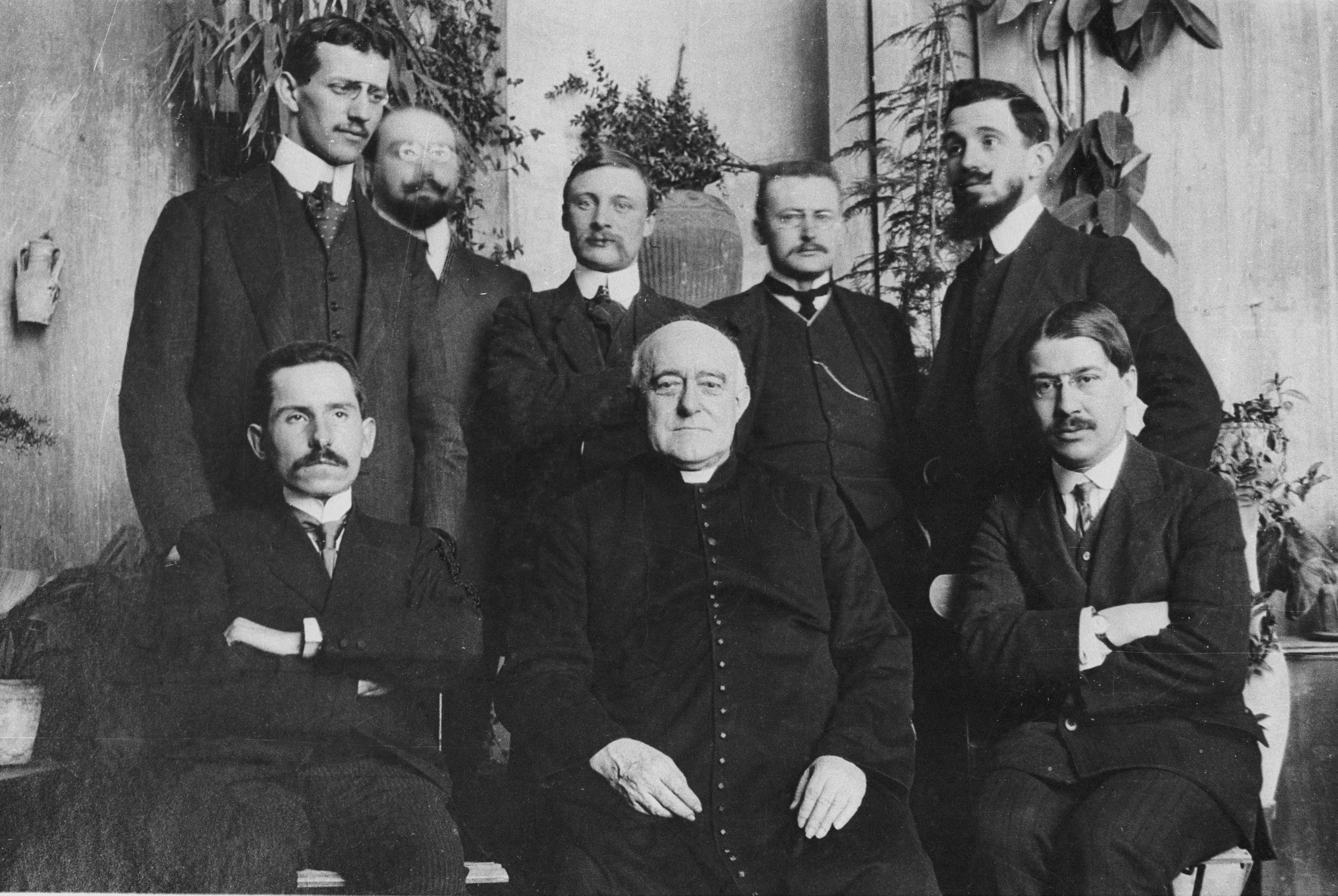
Louis Duchesne et ses élèves à l'École française de Rome, promotion 1911-1912.
Lucien Romier est au second rang, le second à partir de la gauche.

Fils d'une famille de vignerons du Beaujolais, formé par les Jésuites, il entre à l'École des chartes en 1905. Il obtient le diplôme d'archiviste paléographe en 1909 grâce à une thèse intitulée Étude sur le rôle politique, administratif et militaire de Jacques d'Albon de Saint-André (1512-1562). Il poursuit ses études à l'École française de Rome, de 1909 à 1911, sous la direction de Louis Duchesne, puis à l'École des Hautes Études Hispaniques de la Casa de Velázquez, de 1911 à 1913, et devient docteur en histoire après avoir travaillé sur les Guerres de religion.

## Essayiste, journaliste et conférencier
Réformé en 1908, il est repris dans le service auxiliaire en 1917 et mis à la disposition du service économique du ministère de la guerre. Un an auparavant, il avait été nommé chef de service des douanes, des transports et des changes à l'Association nationale d'expansion économique et il rédige des rapports sur l'industrie textile, qui le rapprochent du milieu des économistes. Il est ensuite directeur-adjoint de cette association. Il s'intéresse dès lors à l'économie et publie plusieurs ouvrages d'économie politique. Il est chargé de conférences économiques et sociales à Saint-Cyr (1920-1922).
Il entre au quotidien lié au patronat La Journée industrielle, en 1921, et en devient l'un des directeurs. Puis, à la demande du nouveau propriétaire du quotidien, François Coty qui lui offre un traitement annuel de 100 000 francs, il rejoint Le Figaro comme rédacteur en chef politique et éditorialiste, du 1er février 1925 au 25 avril 1927. À la suite d'un différend avec Coty, il quitte le quotidien, pour y revenir en 1934, après la mort de Coty, au poste de directeur, de juin 1934 à décembre 1940. Il collabore à la Revue des deux mondes et à d'autres journaux :  à l'hebdomadaire L'Opinion, aux quotidiens Le Temps, Le Petit Parisien (1927-32), La Dépêche de Toulouse  (1927-34)[réf. souhaitée].
Édouard Herriot lui propose le portefeuille de ministre des finances durant les difficultés financières du Cartel, qu'il refuse, préférant voyager, écrire et donner des conférences, en France et au Canada. De la seconde moitié des années 1920 à la fin des années 1930, il préside la Société d'économie nationale (S.E.N.). La S.E.N. n'est pas une nouvelle société mais l'ancienne Société d'économie politique nationale (S.E.P.N.), co-fondée par Edmond Théry en 1897, et qui a été renommée à la fin de l'année 1925 en "Société d'économie nationale". Le changement de nom (voir Le Figaro du 11 janvier 1926) est destiné à rajeunir la S.E.P.N., sous les auspices de l'Association de l'industrie et de l'agriculture françaises (A.I.A.F.) qui voulait se doter d'un organisme d'études.
Lucien Romier préside aussi le comité de rédaction du périodique La Réforme économique, le journal de l'A.I.A.F., et il côtoie des personnalités comme Claude-Joseph Gignoux, Pierre Lyautey, Émile Mireaux, J. Duhamel et Daniel Serruys. Il adhère aussi au Comité franco-allemand d'information et de documentation, fondé en 1926. À partir d'octobre 1927, il est administrateur et membre du comité de direction du Redressement français, et l'un de ses principaux orateurs lors de ses assemblées générales. Il est aussi conseiller du commerce extérieur et membre du bureau de son comité national, et membre du conseil supérieur du commerce et de l'industrie.
Il se présente aux élections législatives à Dieppe, en 1932, comme candidat de l'Alliance républicaine démocratique, briguant la succession de Robert Thoumyre, sans succès .

## Ministre de Pétain durant l'Occupation
Dans les années 1930, ses éditoriaux au Figaro ont dénoncé la crise du régime parlementaire français, la nocivité des parlementaires et des partis politiques, voire du suffrage universel. Il appelle alors à un régime d'autorité fondé sur l'union nationale. Il approuve donc la Révolution nationale du maréchal Pétain à partir de juillet 1940. Il reçoit la Francisque.
Proche de celui-ci, il est membre du Conseil national (1941) et chargé de mission en tant que délégué du maréchal au conseil, puis ministre d'État du 11 août 1941 à sa démission le 31 décembre 1943. À ce poste, il est considéré comme une sorte d'éminence grise du maréchal. Il assume cette tâche bien qu'il soit gravement malade du cœur ; Pétain lui prête, à plusieurs reprises, sa villa de Villeneuve-Loubet pour qu'il se repose.
Il préside la commission dite de « réorganisation administrative », qui travaille confidentiellement à redonner à la France ses limites provinciales d'Ancien Régime, bien que ceci ne soit pas reconnu officiellement et que la censure ait explicitement interdit d'en parler. Politiquement, il est très critique envers Pierre Laval et pousse Pétain à enregistrer le discours du 13 novembre 1943, qui vise à donner comme successeur à Pétain un autre que son président du conseil. Les Allemands demandent ensuite son départ de Vichy.
Il meurt d'une crise cardiaque, en janvier 1944, au moment où il allait être arrêté par la Gestapo.

## Publications

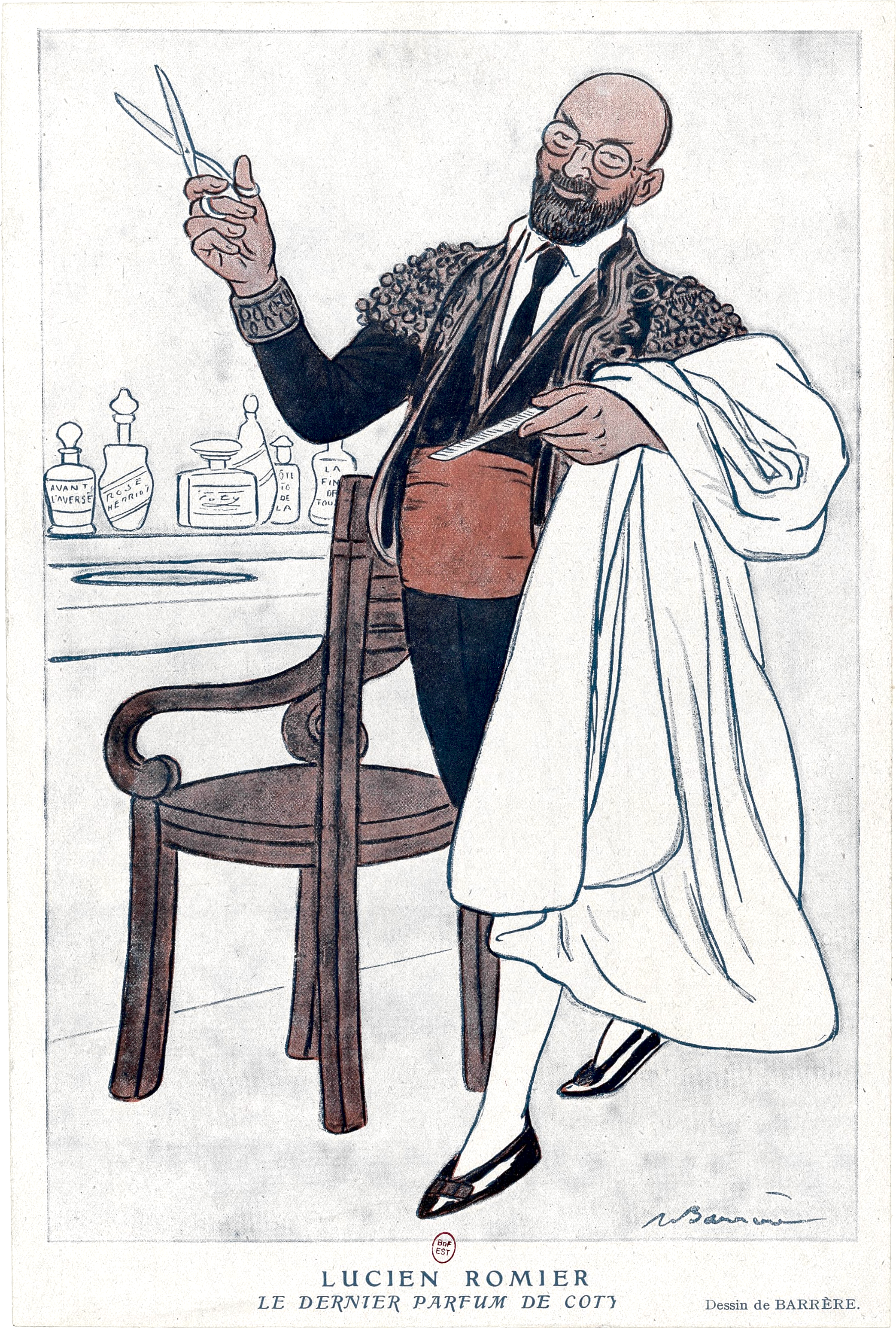
« Le dernier parfum de Coty », caricature de Lucien Romier par Adrien Barrère.

### Ouvrages
- L’Église et le droit de la guerre au Moyen Âge, thèse à l’École libre des sciences politiques, non daté, non paginé.
- Jacques d'Albon de Saint-André, maréchal de France (1512-1562) : la carrière d'un favori, Paris, Perrin, 1909, V-462 p. (présentation en ligne, lire en ligne), [présentation en ligne].
- Sommaire des choses accordées pour la conspiration du Triumvirat, Gamber, 1909, 5 p.
- Lettres et chevauchées du Bureau de finances de Caen sous Henri IV, Rouen, A. Lestringant, 1910
- Les Institutions françaises en Piémont sous Henri II, Daupeley-Gouverneur, 1911, 26 p.
- Les origines politiques des guerres de religion, t. Ier : Henri II et l'Italie (1547-1555), Paris, Perrin, 1913 (réimpr. fac-similé, Genève, Slatkine Reprints, 1974), IX-579 p. (présentation en ligne, lire en ligne), [présentation en ligne], [présentation en ligne].
- Les origines politiques des guerres de religion, t. II : La fin de la magnificence extérieure, le roi contre les protestants (1555-1559), Paris, Perrin, 1914 (réimpr. fac-similé, Genève, Slatkine Reprints, 1974), 464 p. (présentation en ligne, lire en ligne), [présentation en ligne], [présentation en ligne].

- Prix Gobert 1914 de l’Académie des inscriptions et belles-lettres.
- Les protestants français à la veille des guerres civiles, 1917, p. 112
- Le Royaume de Catherine de Médicis : la France à la veille des guerres de religion, t. 1 et 2, Paris, Perrin et Cie, 1922, XXXVI-243+307 (présentation en ligne), [présentation en ligne], [présentation en ligne].

- Prix Gobert 1923 de l’Académie des inscriptions et belles-lettres.
- La Conjuration d'Amboise : l'aurore sanglante de la liberté de conscience, le règne et la mort de François II, Paris, Librairie académique Perrin et Cie, 1923, 290 p. (présentation en ligne), [présentation en ligne].
- Catholiques et huguenots à la cour de Charles IX. Les États généraux d'Orléans. Le colloque de Poissy. Le « Concordat » avec les protestants. Le massacre de Vassy (1560-1562), Paris, Librairie académique Perrin et Cie, 1924, 359 p. (présentation en ligne), [présentation en ligne], [présentation en ligne].
- Explications de notre temps, Paris, Grasset, 1925, 286 p.
- Pourquoi et comment la France doit réviser son tarif douanier, avec Pierre Lhoste, Société d'études et d'informations économiques, 1925, 63 p.
- L’Homme blessé, roman, B. Grasset, 1926, 256 p.
- Nation et civilisation, Paris, Les documentaires, 1926, 187 p.
- Qui sera le Maître : Europe ou Amérique, Paris, Hachette, 1927, 243 p.
- Idées très simples pour les Français, Paris, Les documentaires, 1928, 127 p.
- L’Homme nouveau : esquisse des conséquences du progrès, Paris, Hachette, 1929, 252 p.
- Promotion de la femme, Paris, Hachette, 1930, 253 p.
- Le carrefour des empires morts (Du Danube au Dniester), Paris, Hachette, 1931, 253 p.
- Plaisir de France, Paris, Hachette, 1932, 221 p.
- Si le Capitalisme disparaissait, Paris, Hachette, 1933, 185 p.
- Problèmes économiques de l'heure présente, conférences données à l'École des hautes études commerciales de Montréal, du 29 septembre au 25 octobre 1932, A. Lévesque, 1933, 324 p.
- L'ancienne France, des origines à la Révolution, Hachette, 1948, 320 p.

### Participations à des ouvrages collectifs
- L'agriculture dans l'évolution de la crise mondiale, Institut national agronomique Paris-Grignon, F. Alcan, 1933, 233 p.
- Les Bases de la politique extérieure de la France, Éditions de la S.A.P.E., 1933, 120 p.

### Préface
- Édouard Maurel: L'Ingénieur social dans l'industrie, Recueil Sirey, 1929, 307 p.

## Distinctions

### Décorations
- Commandeur de la Légion d'honneur (1935)
  -  Officier de la Légion d'honneur (1927)
  -  Chevalier de la Légion d'honneur (1923)
- Officier de l'Instruction publique
- Officier de l'ordre du Mérite agricole
- Ordre de la Francisque

### Récompenses
- Quatre fois lauréat de l'Institut, dont deux fois lauréat du prix Gobert

## Sources primaires
- Les Archives nationales, site de Pierrefitte-sur-Seine, conservent les papiers personnels de Lucien Romier sous la cote 408AP : Inventaire du fonds, ainsi que son dossier de Légion d'honneur[14]. Un complément est conservé aux Archives départementales du Rhône sous la cote 5 J.